# Aeroportul Internațional Harkov
Aeroportul Internațional Harkov (IATA: HRK, ICAO: UKHH) este un aeroport din Harkov, Raionul Harkov, Harkov, Regiunea Harkov, Ucraina ce deservește zona Harkov. Aeroportul a fost tranzitat în 2021 de 1.159.889 de pasageri. A fost deschis în 1954 și numit după zona deservită.
Situat la o altitudine de 155 m, aeroportul dispune de 1 pistă.

## Infrastructură

### Piste
Aeroportul dispune de o singură pistă. Pista 07/25 are suprafața de beton și dimensiunile  × . 